# Distretto di Lalitpur (India)
Lalitpur è un distretto dell'India di 977 447 abitanti. Capoluogo del distretto è Lalitpur.